# Émeutes des 7 et 8 décembre 1952 à Casablanca
Les Émeutes des 7 et 8 décembre 1952 à Casablanca appelées aussi « les émeutes des carrières centrales », du nom du quartier de la ville d'où elles démarrent, furent le point culminant d'un cycle d'émeutes qui a démarré en 1945 au Maghreb.
Elles ont eu lieu les 7 et 8 décembre 1952 à Casablanca, au moment où l'Union générale des syndicats marocains, en accord avec le parti de l'Istiqlal, qui revendique l'indépendance du pays, lance une grève générale pour protester contre l'assassinat de Ferhat Hached en Tunisie, « réaction qui s'est propagée d'un des protectorats l'autre » et dégénère par les émeutes de Casablanca. Au cours de ces événements tragiques, la Légion étrangère et l'armée tirent sur les manifestants, causant de cent à trois cent morts, selon les historiens. Le résident général au Maroc dissout l'Istiqlal et en arrête les chefs.
De nouvelles émeutes auront lieu dans la même ville à l'été 1955, s'étendant à tout le Maroc, puis d'autres en 1965 et en juin 1981.

## Précédents
La ville de Fès a été le principal lieu des mouvements sociaux dans le Protectorat du Maroc jusqu'en 1947, mais Casablanca est ensuite celle où la fréquence et « la gravité des incidents sera la plus forte ». Le 7 avril 1947, des tirailleurs sénégalais reçoivent l'ordre d'ouvrir le feu sur la foule, à la suite d'un différend à propos de femmes « auquel furent mêlés des soldats sénégalais ». Ce massacre dura environ 24 heures et fit plusieurs centaines de morts.
Trois jours plus tard, le 10 avril 1947, le sultan prononça à Tanger un discours en faveur de l'émancipation totale du Maroc. Eirik Labonne, résident général au Maroc, fut rappelé par la France, qui considéra ce discours comme un affront, le remplaçant par le général Juin, avec pour mission de renforcer l'autorité coloniale au sein du protectorat français.

## Contexte
Ces émeutes ont eu lieu dans un contexte d'évolutions sociales qui marquent le « passage de la revendication des réformes politiques au stade de la violence du mouvement nationaliste contre l'ordre colonial ».
En octobre 1951, la France est accusée de violer au Maroc les principes de la Charte des Nations Unies et de la Déclaration des droits de l'homme par les délégations des États arabes à l'ONU, mais leur demande est refusée par 28 voix contre 23, les États-Unis s'y opposant. L'initiative est mal reçue par le ministre Robert Schuman qui s'en indigne et estime qu'elle suscite «la révolte de l'opinion publique française». 
La demande des États arabes à l'ONU est cependant reprise en 1952, pour le Maroc comme pour la Tunisie et cette fois les Américains acceptent de s'y rallier, en échange de quoi les résolutions sont rédigées sur un ton ferme mais modéré, demandant des négociations « en vue de l'accession des Tunisiens à la capacité de s'administrer eux-mêmes » et « en vue de développer les libres institutions politiques du peuple marocain ». Selon les milieux officiels français ces interventions ont à l'ONU ont encouragé « les fauteurs de troubles en Tunisie » comme à Casablanca, même si les syndicats et partis marocains mettent plutôt en avant l'impact, à travers tout le Maghreb, de l'assassinat du leader tunisien Ferhat Hached la veille du premier jour des émeutes.
À l'aube du 26 mars 1952, sans ordre de Paris, le résident de Hauteclocque fait déporter M'hamed Chenik, le grand vizir de Tunis (Premier ministre), et trois autres ministres du gouvernement tunisien. Il le remplaça par Baccouche, un pro-Français, une « politique du coup de force et du fait accompli », selon les historiens, qui détériore le climat social, pas seulement en Tunisie mais aussi au Maroc. 
Quatre jours après, le 30 mars 1952, jour du 40e anniversaire du Protectorat du Maroc, des jeunes se réunissent en scandant « Istiqlal » (indépendance), sur le Grand Socco, devant le cinéma Rex, qui a joué pendant plusieurs semaines le film de Michael Curtiz Casablanca, avec Humphrey Bogart. Les manifestations avec drapeaux s'étendent à toute la ville, des vitres sont brisées et onze personnes tuées par des rafales de mitrailleuses. 
Dans le Protectorat de Tunisie, le plan proposé par le président du conseil français Antoine Pinay est repoussé par les Tunisiens et à la mi-novembre 1952, les questions marocaines et tunisiennes sont inscrites en priorité à l'ordre du jour de l'Assemblée générale de l'ONU, le groupe des pays arabo-asiatiques recevant l'appui du délégué des États-Unis.

## Déroulement
Les émeutes des 7 et 8 décembre 1952 à Casablanca se déroulent au moment où l'Union générale des syndicats marocains, en accord avec le parti de l'Istiqlal, lance une grève générale pour protester contre l'assassinat du leader syndical Ferhat Hached en Tunisie, « réaction qui s'est propagée d'un des protectorats l'autre » et dégénère.
L'événement déclencheur a lieu au matin du 5 décembre 1952, quand un guet-apens est organisé en Tunisie pour éliminer Hached par des rafales de mitraillettes tirées d'une voiture qui le suit puis s'enfuit à toute allure. À midi, la radio annonce sa mort qui provoque un soulèvement dans tout le pays ainsi que des manifestations à Casablanca , mais aussi au Caire, à Damas, à Beyrouth, à Karachi, à Jakarta, à Milan, à Bruxelles et à Stockholm. Plusieurs personnalités françaises dénoncent cet assassinat au travers de leurs articles, de leurs déclarations, de leurs pétitions ou de leurs démarches, tels Daniel Guérin, Roger Stéphane, Claude Bourdet, David Rousset, René Louzon, Alain Savary ou Charles-André Julien.
Selon l'historien Jim House, les émeutes et manifestations de Casablanca peuvent être décomposées en « quatre actes principaux », les deux premiers aux Carrières centrales, respectivement dans la soirée du 7 et la matinée du 8 décembre, le troisième route de Médiouna et le dernier le 8 décembre en fin d’après-midi autour de la Maison des syndicats dans la ville européenne. Selon lui, dès le matin du samedi 6 décembre, le préfet de Région, Philippe Boniface fait appel à la garde républicaine pour maintenir l’ordre, la veille d’un meeting syndical à la Maison des syndicats, prévu dans la matinée du dimanche 7 décembre, au cours duquel l’appel à la grève générale pour le lendemain 8 décembre est entériné. Le dimanche 7 décembre, la population des Carrières centrales est avertie de l’interdiction de la grève par les crieurs du pacha qui circulent, ce qui est vécu comme une provocation . 
Environ 5 000 habitants du bidonville des Carrières centrales, pour partie des jeunes et enfants des rues, s’attaquent à des boutiques et un commissariat de police puis « tentent de marcher sur les quartiers européens ». Des cas de lynchage sont rapportés. Les premières informations font état de 25 morts, dont trois commerçants européen égorgés et décapités. Le quotidien socialiste Nord-Matin titre dans son numéro 2572 : « Émeutes sanglantes à Casablanca. 40 morts et nombreux blessés. Après l'assassinat de Farhat Hached et les maladresses du résident, les troubles s'étendent à l'Algérie et au Maroc ». Selon le journal américain The New Yorker, où Harold Ross vient tout juste de passer la main, le bilan s'élève en réalité à 400 victimes. Le bilan officiel sera porté à 34 morts et les autorités ne voudront pas le changer. Il s'agit dans cette ville de la première émeute « proprement bidonvilienne », dite « des Carrières centrales ».
Le cortège est « brutalement réprimé par les forces de l'ordre » qui « tirent dans la foule » avec un « bilan de cent à trois cents morts », selon les historiens,
 . La répression des émeutes est effectuée conjointement par la police, les troupes coloniales et les casernes de la Légion étrangère,. Des avions légers diffusent des gaz lacrymogènes. En plus de fusiller les manifestants, la troupe emprisonne quelque quatre cents cadres du Parti de l'Istiqlal, exile ses quarante plus hauts responsables. Le Parti de l'Istiqlal et le Parti communiste marocain sont dissouts. Les actualités en anglais de Pathé News affirment que les manifestants ont été abusés par des slogans communistes ou sont communistes. Le parti indépendantiste marocain est dissout et ses leaders arrêtés. Une dizaine de militants communistes français sont aussi arrêtés après les émeutes dans plusieurs villes du Maroc et expulsés via l'aérodrome de Rabat-Salé vers la France. 

Couverture des événements par Le Petit Marocain
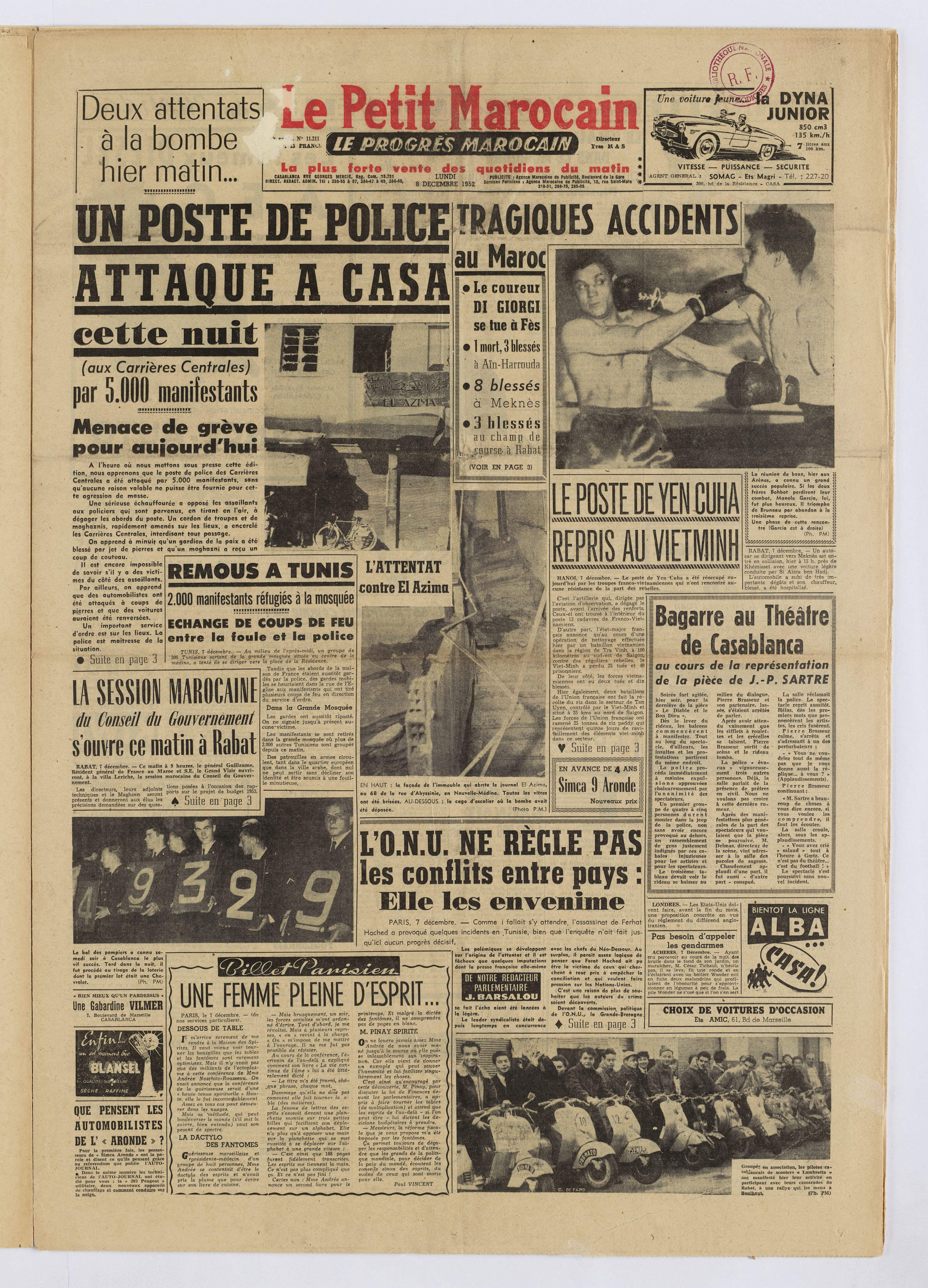
8 décembre
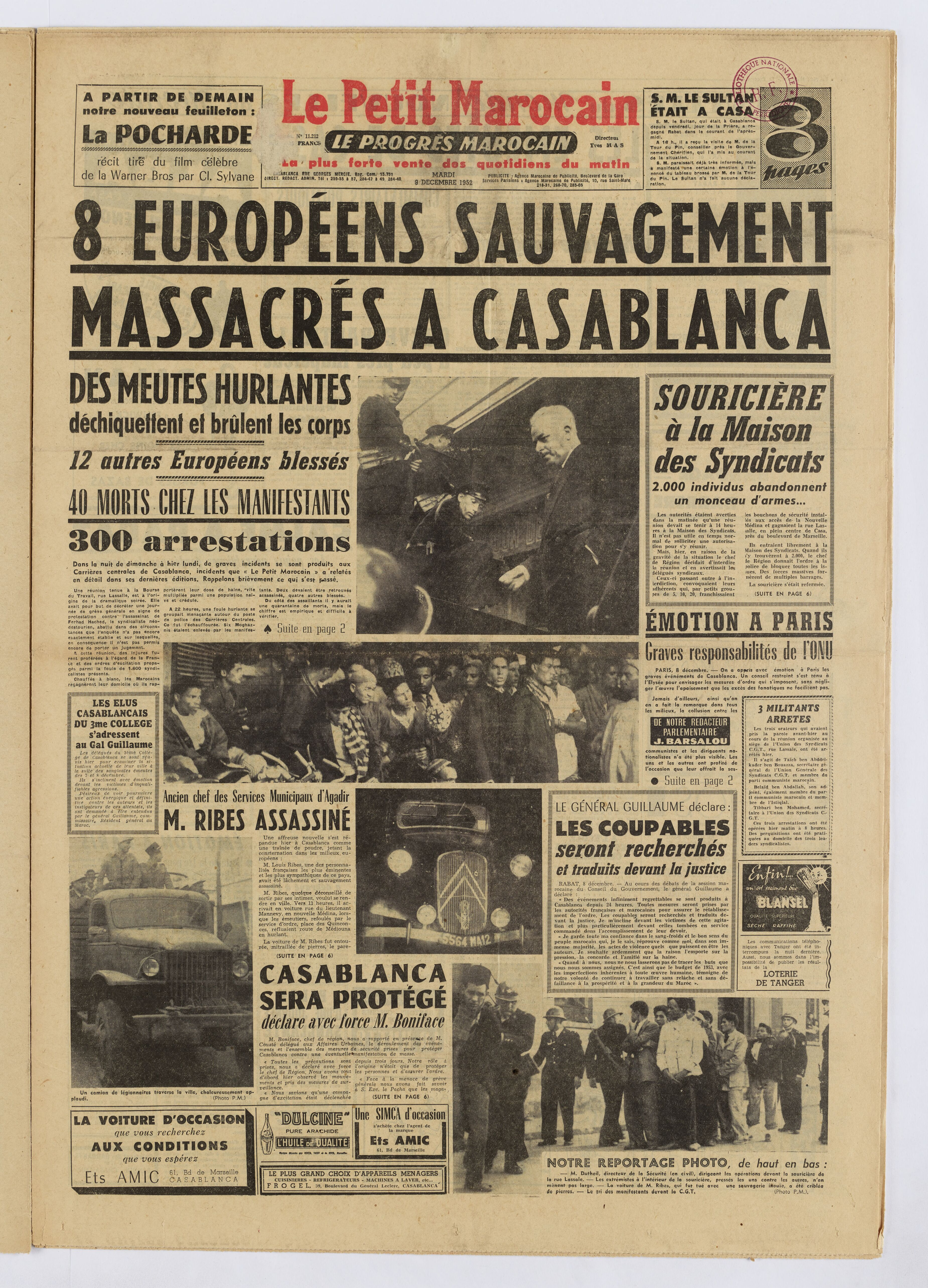
9 décembre
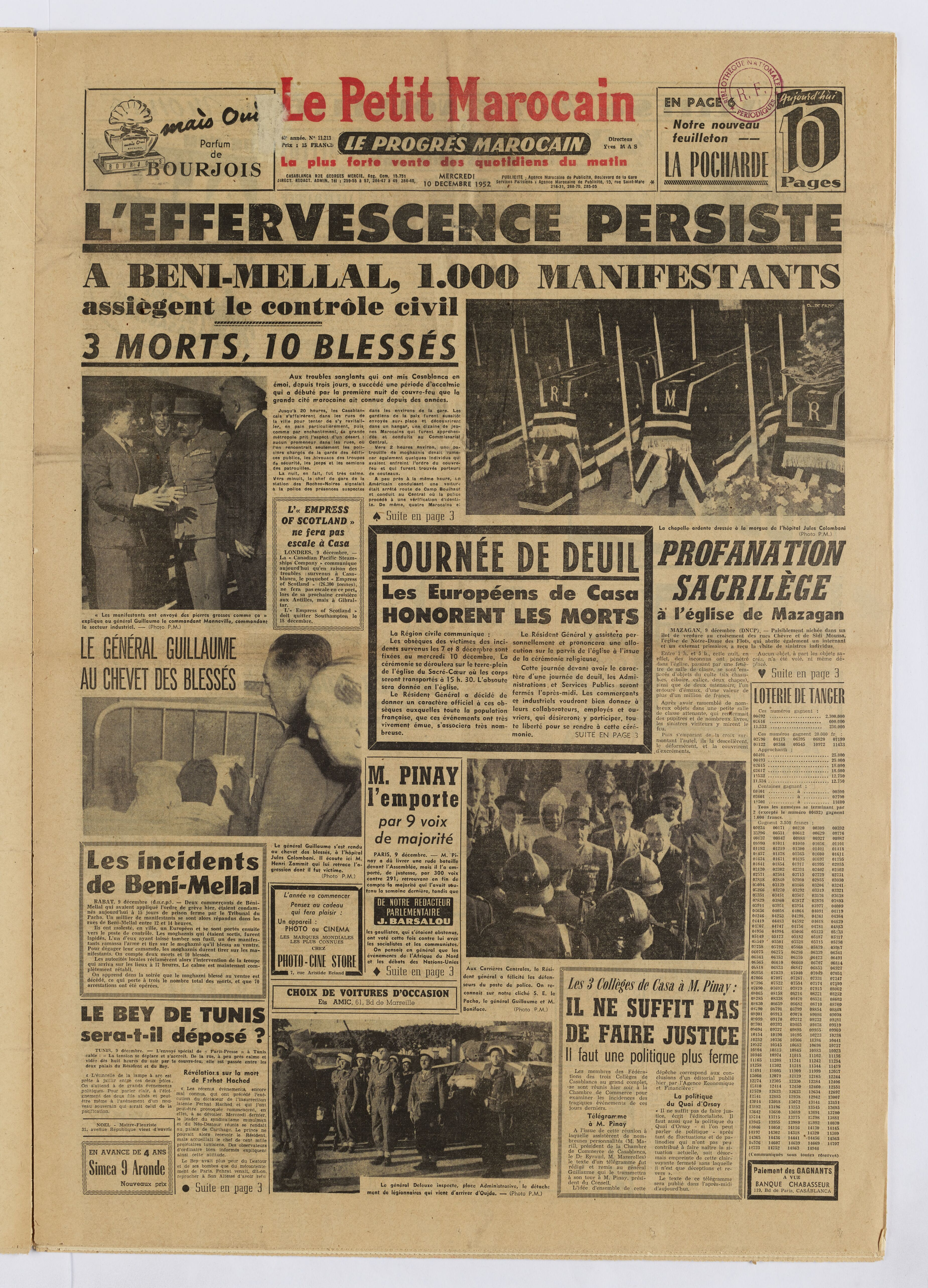
10 décembre
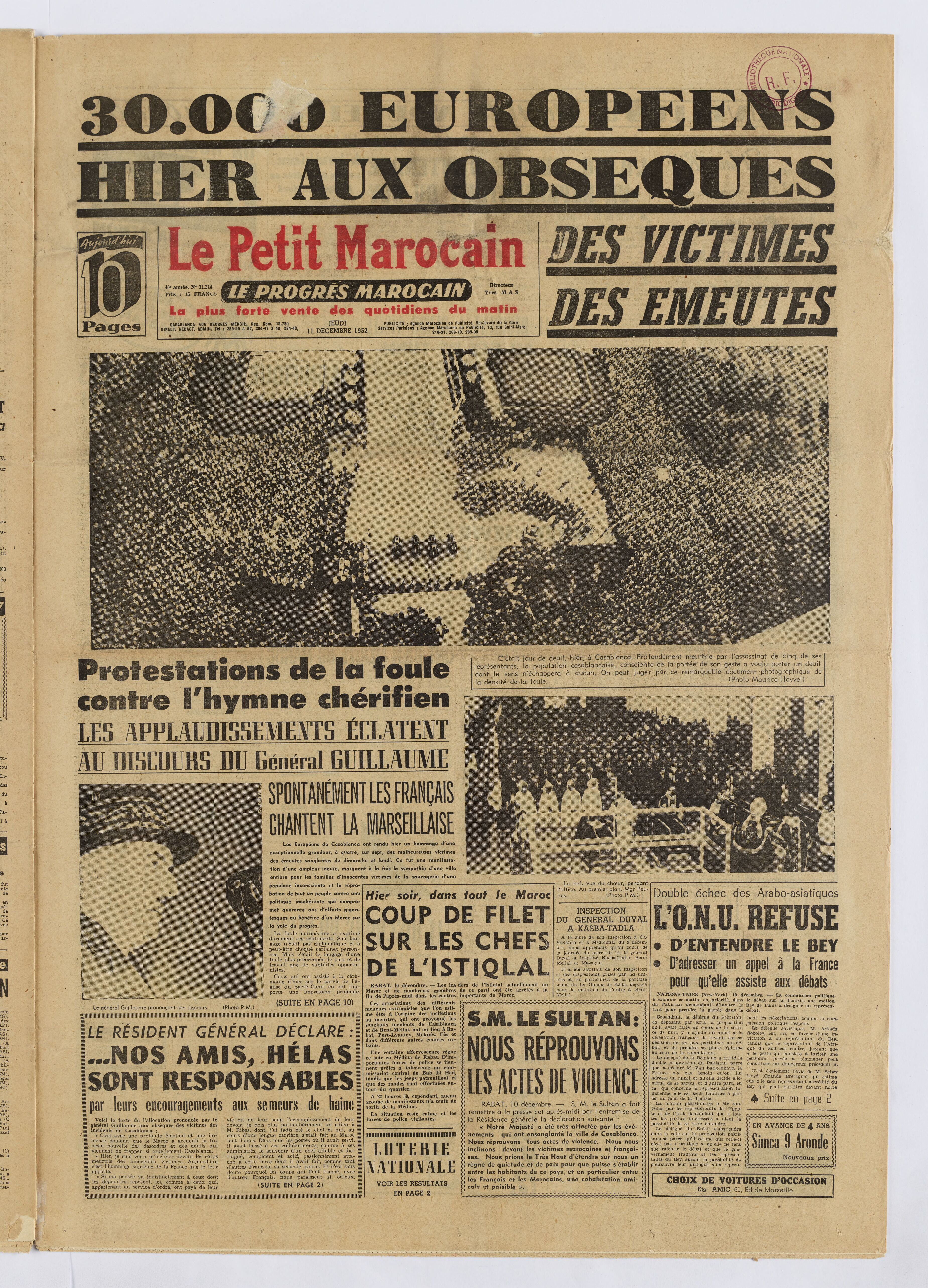
11 décembre

## Conséquences
Ces émeutes, qui ont réuni 3000 à 5000 Marocains ont fait chuter peu après le gouvernement d'Antoine Pinay mais servirent ensuite de justifications au pouvoir colonial pour « l'application du plan du maréchal Juin », appuyé par Georges Bidault qui débouche sur l'exil forcé du Sultan du Maroc. 
Ce furent les premières émeutes du Maghreb colonial à avoir eu « d’importantes répercussions à l’étranger, notamment » aux États-Unis, ainsi qu’au Pakistan.

### Conséquences immédiates
Le 9 décembre 1952, quand la presse régionale annonce en titre "sanglantes émeutes à Casablanca - Près de 50 morts dont 7 européens", l'écrivain François Mauriac, journaliste au Figaro est dans un train qui le conduit à Stockholm pour aller chercher son Prix Nobel de Littérature. Il se prononcera par la suite assez rapidement en faveur de l’indépendance du Maroc et de la Tunisie. Choqué par cet événement, et déjà approché peu avant par des libéraux du Maroc comme Robert Barrat, il s'engage alors contre la répression au Maroc. François Mauriac lance notamment un appel dans Le Figaro aux Français du Maroc de ne pas répéter des horreurs comparables au massacre d'Oradour-sur-Glane. En réaction Jacques Lemaigre-Dubreuil, PDG des huiles Lesieur, très implantées au Maroc depuis la fermeture de leur usine en France à Dunkerque pendant la guerre, écrit à Georges Bidault pour se plaindre de cette référence à un crime de guerre, rappelant qu'il est « venu pour y être utile, et non pour torturer ou assassiner ».
Antoine Pinay, président du conseil,reçoit juste après le massacre le chancelier de l'Échiquier britannique et convoque pour un entretien le général Guillaume, résident général au Maroc puis reçoit une délégation des trois collèges français, du Conseil du gouvernement marocain qui lui ont souligné « la gravité des émeutes » et l'ont « averti de l'état d'esprit » des Français du Maroc, qui « voient dans ce déchaînement une alerte pour l'avenir de la France au Maroc » ,.
Après son départ de la présidence du conseil le 23 décembre, le lobby colonial se mobilise pour exiger « que la crise ministérielle n'ait pas pour effet de modifier les directives données par le précédent président du conseil au résident général » du Maroc, notamment chez les radicaux du Maroc, qui se disent
« douloureusement frappés par les émeutes de Casablanca » mais pour mettre en cause « la faiblesse du Quai d'Orsay » plutôt qu'Antoine Pinay .

### Conséquences au Maroc en 1953 et 1954
À la suite des émeutes, des centaines de militants sont déportés.
C'est dans le sillage de cet événement tragique que le gouvernement français décide de transférer de force en Corse, au cours de l'année 1953, le Sultan du Maroc qui incarne la résistance à la répression. Au cours des mois de février et de mars 1953 le pacha de Marrakech Hadj Thami el Glaoui, en accord avec le général Guillaume et le préfet de région Philippe Boniface, organise une pétition de 270 fonctionnaires makhzeniens demandant la destitution du Sultan. Elle est remise au ministre des Affaires Étrangères Georges Bidault en juin, mais d'autres chefs marocains diffusent le 3 juin une contre-pétition qui prend sa défense. Le Sultan est ensuite exilé avec sa famille en Corse, au mois d'août 1953, puis à Madagascar.
Le climat de violence provoque finalement l'effet inverse de celui recherché, avec l'implication dans le mouvement nationaliste de nombreux Marocains, parmi lesquels l'écrivain Leila Abouzeid, témoin des émeutes, qui les raconte dans un livre autobiographique. La majorité des Marocains, toutes classes sociales confondues, sont en effet écœurés par ce massacre.
Les conséquences sont importantes aussi pour les Français du Maroc. Depuis les émeutes de 1947, une minorité d'entre eux s'étaient déjà sentis en désaccord avec les "dérives" du système de protectorat. Leur nombre augmente fortement après décembre 1952. Parmi eux, les animateurs des "Amitiés marocaines" présidées par Félix Nataf du Gères (Groupe d'Études et de Réalisations Économiques et Sociales) présidé par Robert Orain, qui redoublent d'activité.
La prise de conscience consécutive aux émeutes et l'ébullition qui les suivent entrainent aussi de nombreuses initiatives d'une presse associée aux Libéraux français du Maroc, qui veut se distinguer du ton procolonialiste des journaux de Pierre Masse. En mars 1953 est fondé le "Mouvement des Jeunes Patrons", réunissant Français et Marocains à l'initiative de Charles Celier. A partir de 1953 c'est Jacques Lemaigre-Dubreuil aussi qui évolue vers une position davantage autonomiste et participe activement au rapprochement des interlocuteurs en servant d'intermédiaire entre les représentants du gouvernement, les modérés et les « libéraux » favorables à l'autonomie. Ce qui lui attire la haine farouche des mouvements — qualifiés à l'époque de « contre-terroristes » — partisans du maintien du Maroc sous protectorat français.
Avec son fils Jacques Walter, Jean Walter finance des journaux réformistes au Maroc, en lien avec Henri Sartout, de Maroc-Presse, Jacques Lemaigre-Dubreuil, héritier de Lesieur, et Charles Celier, créateur de la revue marocaine bilingue Houna Koullouchei. De février à juin 1954 se suivent les réunions de cette « tendance modérée et constructive qu'il serait peut-être opportun d'encourager », selon une note du haut-fonctionnaire Charles Merveilleux du Vignaud, mais qui est surtout surveillée par le gouvernement, à qui elle reproche son inaction face au attentats colonialistes, via un éditorial d'Henri Sartout, de Maroc-Presse ou une vision tronquée des émeutes de 1952 à Casablanca, sur lesquelles éléments d'enquête se multiplient.
Le 11 mai 1954, le quotidien de Casablanca "Maroc-Presse" publie une "lettre au Président de la République des Français du Maroc", datée de trois jours plus tôt, qui « marque un tournant décisif » dans la décolonisation car les personnalités signataires réclament un changement de politique coloniale, et pointent du doigt «l'intimidation érigée en politique depuis plusieurs années (...) risque de compromettre tout rapprochement des Français et des Marocains ». L'écrivain François Mauriac, qui vient de rejoindre L'Express, fondé en mai, renchérit et dénonce «le médecin militaire donne du bistouri dans les ganglions sans rien vouloir connaître du cancer dont ils sont le signe ».
L'initiative de la Lettre était due à l'ex-commandant de l'armée française Henri Sartout, président d'honneur des anciens d'Indochine, et à Antoine Mazzella, qui après la guerre avait dirigé le quotidien Le Petit Marocain, acquis par les syndicats marocains. Ils sont respectivement PDG et rédacteur en chef du quotidien "Maroc-Presse". Mazzella est ensuite visé par deux attentats au Maroc, d'autres signataires sont évincés de leur travail. Cette "Lettre des 75" devient le point de départ et la "Charte" du Mouvement "Conscience Française", créé pour demander des réformes profondes et le nouveau président du conseil Pierre Mendès-France ordonne rapidement des libérations de militants en juin 1954.

## Suites en 1955

### Nouvelles émeutes, étendues à d'autres villes
Deux ans et demi après, la tension repart dans la même ville mais s'étend beaucoup plus. Entre-temps, la situation a évolué après le 6 juin, jour d'un attentat à la voiture piégée contre Jacques Reitzer puis le 11 juin 1955, quand Jacques Lemaigre-Dubreuil, PDG de la multinationale Lesieur est assassiné sur les marches de son immeuble par des mercenaires français à Casablanca. 
Dès la mi-juin, le résident Francis Lacoste est relevé de ses fonctions, et remplacé seulement un mois après par Gilbert Grandval, le 12 juillet, le maréchal Juin ayant lui aussi été « prié de démissionner » du Comité de Coordination de l’Afrique du Nord. Une enquête est lancée et dix Européens arrêtés, dont six policiers et François Avivai, propriétaire du café de la Gironde, soupçonné d'un autre attentat, contre Antoine Mazzella, rédacteur en chef de Maroc-Presse. À partir du 22 août, le ministre des Affaires étrangères Antoine Pinay et le président du conseil Edgar Faure lancent les négociations avec les nationalistes marocains. 
Envoyé à Paris pour le soustraire aux risques d'attentat, Antoine Mazzella obtient même, grâce à son ami le journaliste Gilbert Viala, chef du service Politique de l'Agence Centrale de Presse, une entrevue avec le ministre Antoine Pinay Gilbert Grandval tente une épuration de la police, mais se heurte aux émeutes européennes et à la « pègre de Présence Française ».  et il est stoppé dans son élan par les émeutes du 14 juillet 1955 à Casablanca, cette fois déclenchées par des "Européens", qui firent 60 morts et 276 blessés.
Après l’explosion d’une bombe dans un café à Mers-Sultan, des européens en colère déclenchent près de 150 incendies localisés, dans des taxis marocains et les magasins soupçonnés de financer le parti indépendantiste appelé Istiqlal. En réaction, deux mois après seulement, le 19 août des boutiques françaises sont incendiées dans la ville de  Khenifra, où le poste de police de la ville est menacé pendant deux jours. Le 20 août, des émeutes ont lieu à Mogador, Azemmour, Mazagan, Rabat, Petitjean, Casablanca et Safi. Les plus graves furent le soulèvement de Boujad et le massacre de 1955 à Oued Zem,, où des milliers de cavaliers berbères de la tribu Ouled Aissim envahissent le quartier européen, mettant le feu aux maisons des français et les contraignant à se réfugier dans la mairie . Ces dernières causent la mort de 49 civils français et 710 marocains, d'autres sources évoquant entre 50 et 75 européens massacrés ,. Les troubles reprirent du 22 au 26 août, au début de la Conférence d'Aix-les-Bains, au cours de laquelle les Français accepter de négocier avec les nationalistes, et du 2 au 7 septembre 1955, faisant alors plusieurs milliers de morts. Ces massacres de l'été 1955 sont « les premières révoltes simultanées qui ont touché un grand nombre de villes » au Maroc et où de nouvelles tactiques de répression furent testées par l'autorité coloniale, notamment le fait de laisser « l volontairement la situation pourrir durant cinq heures avant d’intervenir » afin de viser et d'obtenir une « pacification radicale » laissant des souvenirs cuisants aux insurgés.

### La Conférence d'Aix-les-Bains
Finalement, au cours de l'été 1955, deux ans et demi après les émeutes de Casablanca, l'aggravation de l'insurrection algérienne convainc la France de mettre fin à la crise marocaine, sur fond de question tunisienne déjà résolue par les six conventions franco-tunisiennes du 3 juindans le sillage du discours de Carthage de 1954. Car dès le 29 juillet 1955, les États du groupe afro-asiatique, prenant prétexte des nouvelles émeutes de Casablanca, réclament l'inscription de la question algérienne à l'ordre du jour de l'ONU et l'obtiennent à une voix de majorité, entraînant le départ de la délégation française, se déclarant indignée, dans un « geste théâtral » demandé par le ministre des Affaires étrangères Antoine Pinay mais la France revint ensuite « répondre à ses accusateurs » une fois que ceux-ci ont pris acte d'un changement de ton. L'Assemblée générale de l'ONU ne statue en effet qu'après l'annonce d'un accord. Car le 22 août, trois jours après la vague d'émeutes, s'ouvrent à Aix-les-Bains les « entretiens franco-marocains » au cours desquels un comité de cinq ministres français cherche un accord. Cette conférence d'Aix-les-Bains leur permet de dialoguer avec des « personnalités politiques chérifiennes, représentants des français du Maroc et surtout des délégués des partis nationalistes marocains ». Il faudra cependant plus de 13 jours pour que la Conférence accepte de prendre la décision de retirer Mohammed Ben Arafa du trône. Les accords de la Celle-Saint-Cloud, finalisés ensuite seront signés du 2 au 6 novembre 1955 entre Antoine Pinay et Mohammed V, pour donner au Maroc le statut d'État indépendant. 
Maurice Bourgès-Maunoury, plusieurs fois ministre à la fin de la IVe République, déclare notamment en août 1955, que les tensions algériennes se révèlent suffisamment inquiétantes pour ne pas avoir à assumer « le risque d'y ajouter l'aggravation de la situation marocaine ».

## Arts et littérature
Les émeutes de 1952 et de 1955 à Casablanca ont inspiré Boulevard de Suez, un roman historique dont l’action se situe entre 1952 et 1955, écrit par Yves Charles Mouti, qui fut avocat à la cour de Casablanca.* L'écrivain Leila Abouzeid, témoin direct des émeutes pendant son enfance à Casablanca, les a raconté dans un livre autobiographique. 

## Autres émeutes à Casablanca
Dans la même ville, les émeutes de mars 1965 et celles de juin 1981 à Casablanca, elles aussi très meurtrières, avec des bilans de plusieurs centaines de pertes humaines, ont une dimension également "contagieuse" avec de surcroît, comme lors de la réplique de l'été 1955, une diffusion rapide à d'autres grandes villes marocaines.